# Georg de Weichs de Wenne

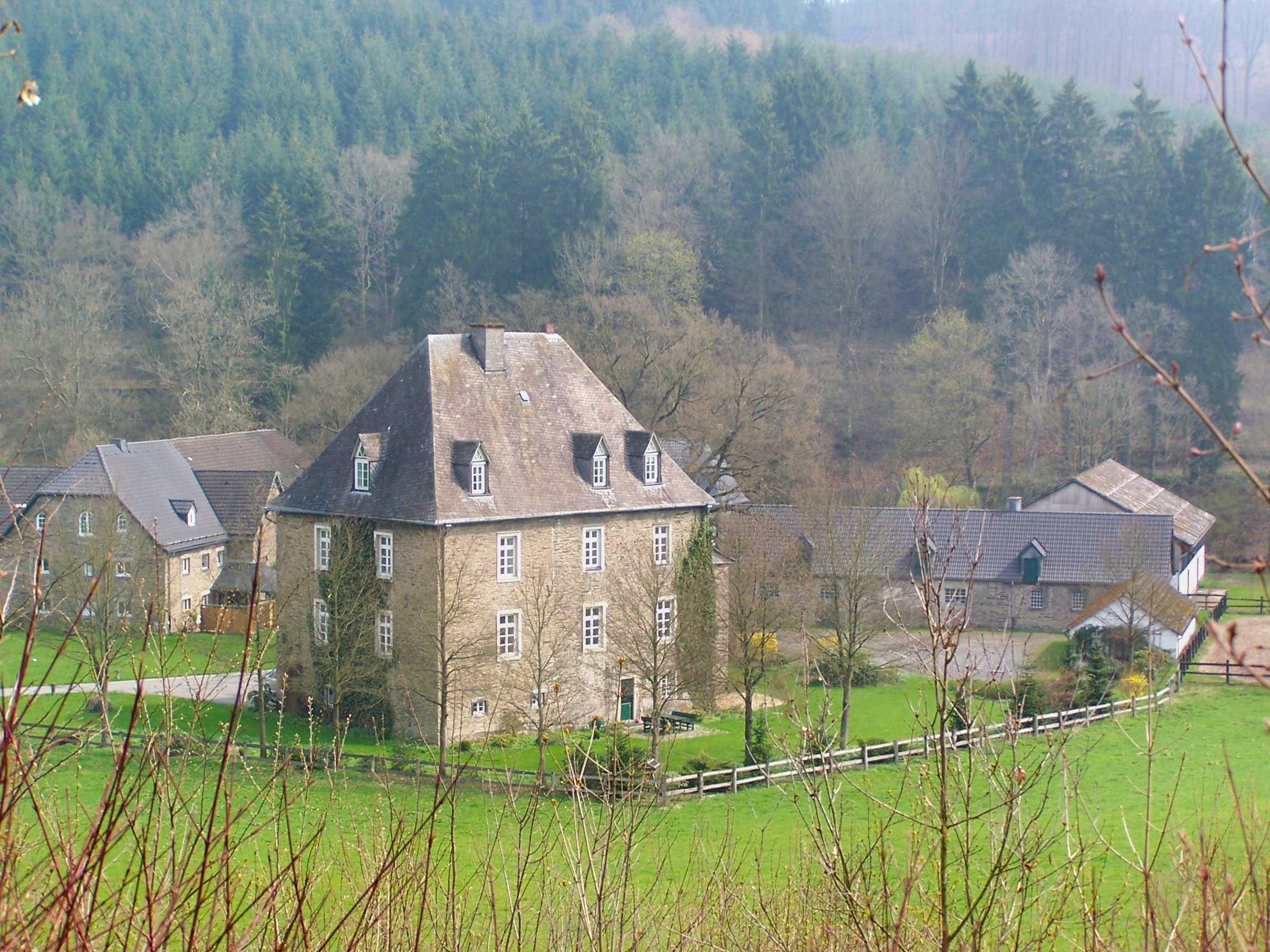
Huis Wenne

Georg Sigismund Clemens Franz Josef Maria baron de Weichs de Wenne (Duits: Freiherr von Weichs zur Wenne), heer van Wenne (Wenne, 16 april 1946) is het hoofd van het Nederlandse adellijke geslacht De Weichs de Wenne en van het Duitse adellijke geslacht Von Weichs.

## Biografie
Weichs is een telg uit het geslacht De Weichs de Wenne en heer van Wenne, sinds 1660 het stamhuis van de tweede linie van het geslacht. Hij is een land- en bosbouwer en bewoner van het Huis Wenne. Hij is een betachterkleinzoon van Kaspar Karl Ferdinand Anton Franz baron de Weichs de Wenne, heer van Geijsteren en Spraland (1777-1850), lid van de Vergadering van Notabelen, lid van Provinciale Staten van Limburg, en als oudste telg sinds het overlijden van zijn vader op 13 oktober 1989 hoofd van het Nederlandse geslacht en ook hoofd van het Duitse adellijke geslacht. Hij is een zoon van dr. Engelhart Freiherr (Nederlands baron) von Weichs zur Wenne (1910-1989), archivaris, en Marie-Theresa Freiin von Fürstenberg (1920). Zijn vader werd op 15 juni 1989 na het overlijden van de Oostenrijkse ambassadeur dr. Clemens Freiherr von und zu Weichs an der Glon (1917-1989) ook hoofd van het Duits-Oostenrijkse adelsgeslacht; hun gemeenschappelijke voorvader was de stamvader van het geslacht: Paul von Weichs, rentmeester te Ottenburg die rond 1450 overleed.
Weichs bewoont het huis Wenne dat in 1660 in dit geslacht kwam door het huwelijk van Ignatius Engelhart Gaudenz Reichsfreiherr von Weichs (1629-1693) met Maria Margaretha von Rump zur Wenne (1628-1667), dochter van de heer van Wenne en Reiste.
Weichs trouwde in 1978 met Martina Hincke (1957) met wie hij vier kinderen kreeg, onder wie Markus Freiherr (Nederlands baron) von Weichs zur Wenne (1980), vermoedelijke opvolger als chef de famille van zowel het Nederlandse als Duitse adellijke geslacht.